# Giovanni Battista Maria Pallotta
Giovanni Battista Maria Pallotta (Caldarola, 2 febbraio 1594 – Roma, 22 gennaio 1668) è stato un cardinale italiano.
Figlio di Martino Pallotta e di Maddalena di Bernardino, fu nominato cardinale della Chiesa cattolica da papa Urbano VIII il 19 novembre 1629. Era nipote del cardinale Giovanni Evangelista Pallotta; altri due membri della famiglia furono in seguito proclamati cardinali: Guglielmo Pallotta e Antonio Pallotta.

## Biografia
In gioventù studiò lettere presso la scuola di S. Bernardo a Perugia, sotto Marco Antonio Bonciari. Poi nel Seminario Romano studiò filosofia e legge. Arrivò a Roma sotto il pontificato di Paolo V e fu eletto prefetto dei sollecitatori e referendario. Sotto Gregorio XV fu fatto fondatore della congregazione di propaganda e fu mandato come vicelegato a Ferrara.
Papa Urbano VIII lo mandò come collettore della Santa Sede Apostolica in Portogallo. Tornato a Roma fu eletto arcivescovo titolare di Tessalonica il 18 settembre 1628. Fu inviato come nunzio apostolico presso la corte austriaca dall'allora imperatore Ferdinando II. Il 19 novembre 1629, col titolo di San Silvestro in Capite, fu nominato cardinale dal pontefice Urbano VIII.
Successivamente fu dichiarato legato di Ferrara, dove del resto era già stato in precedenza in qualità di vice legato sotto Gregorio XV. Fece costruire nella città di Comacchio un canale che prese il suo nome “Canale Pallotta”. Fu protettore del Collegio Piceno, oggi noto col nome di Pio Sodalizio dei Piceni, dove lasciò un fondo a beneficio di giovani caldarolesi che si fossero applicati negli studi in Roma.
Nel 1666 fu eletto cardinale vescovo di Frascati. Intervenne a 4 conclavi, partecipando all'elezione di Innocenzo X, Alessandro VII e Clemente IX.
Morì a Roma nel 1668 e il suo corpo fu trasportato nella Chiesa del Monastero di S. Caterina a Caldarola per essere seppellito insieme con quello dello zio Evangelista, ma egli volle che il suo cuore fosse riposto sotto una pietra speciale che ne porta l'effigie, nella Collegiata di San Martino a Caldarola.

## Genealogia episcopale e successione apostolica
La genealogia episcopale è:
- Cardinale Scipione Rebiba
- Cardinale Giulio Antonio Santori
- Vescovo Placido della Marra
- Cardinale Melchior Khlesl
- Cardinale Giovanni Battista Maria Pallotta

La successione apostolica è:
- Vescovo Martino Bonacina (1631)
- Vescovo Antonio Maria Pranzoni (1635)
- Vescovo Niccolò Orsini (1636)
- Vescovo Gaudio Castelli (1637)
- Vescovo Celestino Puccitelli (1637)
- Arcivescovo Antonio del Pezzo (1638)
- Vescovo Jean Duval O.C.D. (1638)
- Arcivescovo Angelo Pichi (1638)
- Vescovo Girolamo Figini-Oddi (1639)
- Vescovo Patrizio Donati (1639)
- Vescovo Silvestro D'Afflitto, C.R. (1640)
- Vescovo Alberto Giunti (1640)
- Vescovo Otto Friedrich von Puchheim (1641)
- Vescovo Paolo Ciera, O.S.A. (1642)
- Vescovo Paul Posilovich, O.F.M. (1642)
- Vescovo Antonio Serra (1642)
- Cardinale Pietro Vidoni (1644)
- Vescovo Girolamo Codebò (1645)
- Vescovo Taddeo Altini, O.S.A. (1646)
- Vescovo Giovanni Battista Morra (1647)
- Vescovo Nicola Dalmazzo, O.S.A. (1648)
- Vescovo Carlo Nembrini (1652)
- Vescovo Celestino Bruno (1653)
- Vescovo Domenico Campanella, O.Carm. (1654)
- Vescovo Benedicto Sánchez de Herrera (1654)
- Vescovo Ambrogio Landucci, O.S.A. (1655)
- Vescovo Sigismondo Isei (1655)
- Vescovo Giovanni Battista Federici (1655)
- Vescovo Biagio Mazzella, O.P. (1655)
- Vescovo Raimondo Castelli (1656)
- Vescovo Gaspare Borghi (1657)
- Vescovo Felice Gabrielli, O.F.M.Conv. (1659)